# SOL (歌手)
SOL（ソル、1988年5月18日 - ）は、韓国の歌手であり、BIGBANGのメンバーである。日本ではソル（SOL）、韓国ではテヤン（TAEYANG, 韓：태양 漢：太陽）の活動名を使う。本名はトン・ヨンベ（韓：동영배 漢：董詠培）。身長168cm。2018年平昌オリンピック広報大使。妻は女優のミン・ヒョリン。

## 経歴

### 生い立ち
1988年5月18日、京畿道議政府市で次男として生まれた。俳優をしている5歳年上の兄が1人いる。新曲小学校5年生の時から子役として活動し、映画「ベサメムーチョ」などに出演した。

### BIGBANGとしてデビュー
子供の頃から音楽が好きで、2001年に12歳でJINUSEANの3集タイトル曲「A-YO」のMV出演をきっかけに、YGエンターテインメントの練習生となった。G-DRAGONとは当時からの練習生仲間だった。
デビュー前からペリー、JINUSEAN、Swi.T、LEXY、SE7EN、フィソンなどYGエンターテイメント所属の先輩歌手たちのアルバムに参加。
約6年間のハードな練習生期間を経て、2006年MTVコリアで放送されたサバイバルドキュメンタリー番組「リアルドキュメンタリービッグバン（BIGBANG）」を介して抜擢された3人のメンバーT.O.P、D-LITE、V.Iと一緒にBIGBANGを結成。YGエンターテイメントとしては初の、アイドル色を前面に打ち出したヒップホップグループとしてデビューした。ただ、もともとはG-DRAGONと2人で「GDYB」としてデビューするつもりでいたので、5人組アイドルとしてのデビューには難色を示したと言われている。
BIGBANGの日本デビューが決まり、韓国での活動名「태양」（テヤン・太陽）を意味するラテン語「SOL」を、日本での活動名とした。

### ソロ歌手として
2006年、BIGBANGの韓国2ndシングル「BigBang Is VIP」に収録の「Ma Girl」で、初のソロ曲を発表。
2008年5月2日、韓国1stアルバム「Hot」を発売。TEDDY（1TYM）、ヤン・ヒョンソク、Kush、G-DRAGONが参加。BIGBANGのヒップホップ路線と一線を画し、ソロとしては主にR＆Bに焦点を合わせた。タイトル曲「나만 바라봐（Only Look At Me）」はBIGBANG初の海外ツアーコンサート「Global Warning Tour」で初披露され、2008年6月1日「SBS人気歌謡」では後にG-DRAGONのレパートリーとなる「나만 바라봐 Part 2」をサプライズ披露した。
2008年7月20日、ソウルのライブハウス「Melon-AX」で初の単独ソロコンサート「TAEYANG HOT CONCERT」を敢行。2回公演計4000席が10分で完売したと言われている。
2008年8月7日、米国の女性R＆Bシンガー「アリシア・キーズ」来韓コンサートのオープニングアクトを務めた。公演企画を担当したソニービエムジコリア側は「今回のオープニングゲストとしてアリシア・キーズの名声にふさわしい歌手を探していたのは最近の国内のR＆Bシンガーとして顕著な活動を見せているSOLが適格と判断、要請にになった」と選定の背景を明らかにした。
2009年、第6回韓国大衆音楽賞で「Hot」が最優秀R＆B＆ソウル部門でアルバム賞と歌賞を受賞。アイドルとして異例の2冠を獲得。
2009年、Soribadaはじめ韓国音楽の専門家が共同で選ぶ「2000年代ベストアルバム100」の国内部門で、「Hot」が79位に選ばれた。
2013年11月9日、3rdデジタルシングル「RINGA LINGA」を発売。ソロ作としては初めて、G-DRAGONが作詞作曲で参加。
2014年6月2日、2ndアルバム「Rise」を発売。韓国の主要配信サイトで１位を総なめするとともに、10カ国のiTunesのアルバムチャートで1位を占めた。日本でもレコチョクのデイリーランキングで1位を獲得。また米国ビルボードHot 200で112位となり、韓国人男性アーティストのアルバムとして当時の最高記録を樹立した。
2014年11月21日、G-DRAGONとのユニット「GD X TAEYANG」でデジタルシングル「Good Boy」を発売。
2017年8月24日、3年ぶりのソロアルバム「WHITE NIGHT」を発売。同名のワールドツアーを敢行、日本では千葉市と神戸市で開催。
平昌オリンピックの広報大使を務め、2018年1月10日、公式応援ソング「LOUDER」を発表。
2018年2月、女優のミン・ヒョリンと結婚。
2018年3月から兵役により音楽活動を停止。ただし2019年、同じく兵役中のD-LITEとともに「2019大韓民国陸軍護国音楽会」に出演、数曲のステージを披露した。2019年11月10日除隊。
2020年1月13日、FENDI「2020-21年秋冬メンズコレクション」にゲスト出演。
2022年12月26日、YGエンターテインメントとの契約を終了。関連会社THE BLACK LABELへの移籍が発表された。
2023年1月4日、BTSのジミンとのコラボシングルが1月13日リリースされることが発表された。
2023年2月13日、GIVENCHY「2023年秋冬メンズコレクション」にグローバルアンバサダーに就任。ショーにも出席。。
- 2023年4月25日 EP ALBUM [Down to Earth]配信開始（TAEYANG名義)
- 2023年5月26日～5月28日 - 15th SEOUL JAZZ FESTIVAL 2023(Olympic Park)TAEYANGは27日に出場。
- 2023年8月19日(土) - サマーソニック2023に出演[15]

## 私生活
議政府新谷中学校を経てサンウ高校に進学したが、芸能活動のために韓国文化映像高校に転校した。
2008年11月、大眞大学演劇映画学科の随時募集に合格して09学番で入学し、卒業後は大眞大学文化芸術専門大学院の公演映像学科へ進学。
敬虔なクリスチャンとして知られており、右脇腹と首の後ろに十字架をモチーフとしたタトゥーがある。また、胸部には「PASSION」という文字のタトゥーがある。

## 作品

### 韓国

#### 配信シングル
| 番  | 発売日           | タイトル                  | 備考             |
| --- | ---------------- | ------------------------- | ---------------- |
| 1st | (2006年)         | Ma Girl                   |                  |
| 2nd | (2013年11月9日)  | RINGA LINGA               |                  |
| 3rd | (2014年11月21日) | GOOD BOY                  | GD X TAEYANG名義 |
| 4th | (2023年1月13日)  | VIBE (feat. Jimin of BTS) |                  |

#### ミニアルバム
- HOT（2008年5月22日）
- Down to Earth（2023年4月25日）

#### フルアルバム
- SOLAR（2010年7月1日）
- RISE（2014年6月10日）
- WHITE NIGHT（2017年8月22日）

#### 参加作品
- HOME SWEET HOME (feat. TAEYANG & DAESUNG)（2024年11月22日） - G-DRAGONの楽曲

### 日本

#### シングル
- Fall in Love（2010年1月27日）- 青山テルマとのコラボ曲

#### EPアルバム
- Down to Earth（2023年4月25日）TAEYANG名義 | チャート[16]

#### フルアルバム
- RISE + SOLAR & HOT（2014年8月13日）
- WHITE NIGHT (2018年1月17日)

#### DVD・Blu-ray
- 2010 TAEYANG LIVE CONCERT [SOLAR] （2011年2月8日）
- SOL JAPAN TOUR "RISE" 2014（2015年1月28日）
- 2014 TAEYANG [RISE] COLLECTION（2015年2月4日）

## ツアー
- 2008年 - TAEYANG HOT CONCERT
- 2010年 - TAEYANG SOLAR CONCERT
- 2014年 - TAEYANG RISE TOUR
- 2017年 - TAEYANG WHITE NIGHT TOUR
- 2023年5月26日～5月28日 - 15th SEOUL JAZZ FESTIVAL 2023(Olympic Park)TAEYANGは27日に出場。
- 2024年8月 -  TAEYANG 2024 TOUR [THE LIGHT YEAR]

## フェス公演
- 2023年5月26日～5月28日 - 15th SEOUL JAZZ FESTIVAL 2023 TAEYANGは27日に出場。(韓国/ ソウル市オリンピック記念公園)[17]
- 2023年8月19日(土) - サマーソニック2023に出演[15]

## プロモーション活動
- 2023年 - 4月25日発売の新EP「Down to Earth」リリース記念としてニューヨークのタイムズスクエアの広告に掲載。[18]

## ファッション
- 2023年 - 1月18日「ジバンシィ」の2023秋冬コレクションのグローバルアンバサダーに起用[19]

## 受賞歴
- 第08回韓国大衆音楽賞（The 8th Korean Music Awards）： ネチズンが選んだ - 年間男歌手賞
- 2014年 Mnetアジアンミュージックアワード（Mnet Asian Music Awards）：UnionPay今年の歌賞（SOL「눈, 코, 입（EYES, NOSE, LIPS）」）、ベスト男性アーティスト賞（SOL）、ベストボーカルパフォーマンス男性賞
- 2014年 Melon Music Awards：今年の歌賞（SOL「눈, 코, 입（EYES, NOSE, LIPS）」）、TOP10
- 2014年 Mnetアジアンミュージックアワード：男性歌手賞、最優秀ボーカルパフォーマンス賞、今年の歌賞
- 2015年 第04回ガオンチャートK-POPアワード（The 4th Gaon Chart K-pop Awards）：音源部門 - 6月歌手賞（SOL「눈, 코, 입（EYES, NOSE, LIPS」）
- 2015年 第29回ゴールデンディスク賞（The 29th Golden Disk Awards）：音源大賞（SOL「눈, 코, 입（EYES, NOSE, LIPS」）、音源本賞（SOL「눈, 코, 입（EYES, NOSE, LIPS」）